# Граборов, Алексей Николаевич
Алексей Николаевич Граборов (1885—1949) — русский олигофренопедагог.

## Биография
А. Н. Граборов родился в 1885 г. в местечке Почеп Черниговской губернии в семье крестьянина. Работал учителем математики. Поступил в Петербургский Психоневрологический институт. Учился у известных учёных того времени П. Ф. Лесгафта, А. Ф. Лазурского, А. С. Грибоедова. На протяжении обучения знакомился с работой учреждений под руководством Е. К. Грачёвой, И. В. Маляревского и др. Окончил естественное отделение педагогического факультета Психоневрологического института. Работал как учитель с умственно отсталыми детьми в школе при Психоневрологическом институте, открывшейся в 1912 г. В 1915 г. открыл частную школу-пансионат для умственно отсталых детей. Работал в медико-педагогической консультации при Наркомпросе. 20 ноября 1918 г. утверждён заместителем декана факультета дефектологии в структуре Института дошкольного образования, который входил в систему Психоневрологической Академии, возглавляемой В. М. Бехтеревым. В 1921 году дефектологический факультет был переведён из Института дошкольного воспитания в Петроградский педагогический институт социального воспитания нормального и дефективного ребёнка, ректором которого назначен А. Н. Граборов. С 1939 г. заведовал кафедрой олигофренопедагогики в Московском государственно-педагогическом институте им. В. И. Ленина. В 1949 году защитил первую в СССР докторскую диссертацию по олигофренопедагогике в форме учебного пособия: Олигофренопедагогика: Учебное пособие для студентов педагогических институтов и работников вспомогательных школ: В 2 частях.- М.,1946. В последние годы жизни руководил кафедрой общей педагогики и психологии в Первом педагогическом институте иностранных языков в г. Ленинграде. Умер в 1949 г. в г. Ленинграде.

## Вклад в развитие отечественнойолигофренопедагогики
А. Н. Граборов пишет первые фундаментальные книги по олигофренопедагогики для учителей. В книге «Вспомогательная школа» систематизированы вопросы обучения и воспитания умственно отсталых детей. В книге раскрыто качественное своеобразие умственно отсталого ребёнка, показана неравномерность нарушений психических функций и влияние этих нарушений на личность ребёнка в целом. А. Н. Граборов пишет: « … от здоровой нормы до случаев глубокой идиотии, где мы различаем лишь ничтожнейшие следы богатой человеческой психики, тянется длинная лента постепенно последовательных изменений, в результате дающих целую галерею детских типов, разнящихся между собой не только степенью дефективности, но и её характером. Одни из детей стоят на границе между нормой и дефективностью, другие представляют картину временной задержки в развитии по тем или иным причинам, третьи определённо перешагнули роковую черту и являются уже умственно дефективным в полном смысле этого слова». А. Н. Граборов отстаивает мнение о необходимости создания специальной школы для умственно отсталых детей. В систему воспитания умственно отсталого ребёнка, по его мнению, должны входить детские сады, школы и профессиональное обучение для умственно отсталых. А. Н. Граборов пишет: «Обучению во вспомогательной школе подлежат все те дети, которые, прежде всего, конечно, способны к обучению грамоте и которые в дальнейшем смогут полученные сведения применить в жизни, но для которых темп работы нормальной школы оказывается непосильным, а предъявляемые там требования, по ограниченности дарований, невыполнимы». А. Н. Граборов считал главным в воспитании умственно отсталого ребёнка общее психическое развитие. Большое значение в обучении умственно отсталых предавал принципу деятельности — как основы развития. В частности ключевое значения отводил игровой и трудовой деятельности. А. Н. Граборов считал необходимым создать систему коррекционно-воспитательной работы для умственно отсталых детей. Он писал: " Оздоровительная работа, сознательность обучения, индивидуальный подход к учащимся, структурная простота учебного материала, наглядность и труд — основные специальные мероприятия коррекционно-воспитательной работы. Выполнение этих мероприятий — основа построения работы с умственно отсталыми детьми. Придавал большое значение в олигофренопедагогике дидактическому принципу сознательности в обучении. Он пишет: «Воспитание сознательности — это воспитание личности ученика в целом, воспитание его общей направленности. Понятие сознательности далеко выходит за пределы того вульгарного понимания, которое нередко вкладывают в это понятие, сводя сознательность к пониманию. Понимание — это лишь один из элементов сознательности. Вторым элементом является сознательное отношение ученика к самому процессу обучения».

## Критика работ А. Н. Граборова Л. С. Выготским
В ранних работах А. Н. Граборов под влиянием зарубежных олигофренопедагогов (Э. Сеген, М.Монтессори,Ж.Декроли) предлагает систему сенсомоторного воспитания умственно отсталых детей. Осуществление коррекции умственного развития через развитие сенсорного опыта ребёнка. Этот подход подверг критике основоположник отечественной дефектологии Л. С. Выготский. Л. С. Выготский отмечал несостоятельность многих взглядов А. Н. Граборова, изложенных в его книге по обучению умственно отсталых детей. При этом, важен тот факт, что эта книга считалась Л. С. Выготским прогрессивной и лучшей в то время. Из этого можно сделать вывод, что Л. С. Выготский критиковал не отдельные недостатки в олигофренопедагогике, а всю её направленность, которая отражалась во взглядах её прогрессивных деятелей. Л. С. Выготский отмечает, что методы и приёмы, рекомендуемые А. Н. Граборовым, нужно использовать во вспомогательных школах, но совершенно иначе. Он считает, что предлагаемую А. Н. Граборовым ортопедию и сенсорную культуру можно растворить в игре, трудовой деятельности, общественном поведении ребёнка. Л. С. Выготский, на примере одного вида деятельности, который рекомендует А. Н. Граборов — уроки тишины — показывает, как можно из бессмысленного действия превратить их в разумную деятельность для развития ребёнка. Он пишет: «… но как не показать, что те же уроки тишины, но не по команде и не без умысла установленные, а в игре — вызванные известной необходимостью, наполненные смыслом, регулируемые механизмом игры — вдруг утрачивают характер египетской казни и могут быть прекрасным воспитательным средством». Известный олигофренопедагог Г. М. Дульнёв пишет о пересмотре взглядов А. Н. Граборова «А. Н. Граборов как талантливый педагог сам очень скоро понял недостаточность концепции упражнений отдельных сенсомоторных функций с помощью специально подобранных дидактических пособий и в своих последних работах совершенно справедливо противопоставил труд как дидактический принцип ранее выдвинутому им принципу „сенсомоторного“ воспитания.

## Граборов о значении наследия Ушинского для развития олигофренопедагогики
Граборов впервые в отечественной дефектологии написал отдельную работу, полностью посвящённую наследию К. Д. Ушинского для реформирования обучения и воспитания умственно отсталых детей. Работа называлась «„Родное слово“ К. Д. Ушинского и его значение для специальной педагогики», написана в 1947 году. В этой статье Граборов анализирует значение учебной книги Ушинского «Родное слово» для обучения воспитанников вспомогательных школ. Граборов отмечает, что методы и приёмы, представленные в учебной книге К. Д. Ушинского, могут помочь в обучении умственно отсталых детей. Автор отмечает, что во вспомогательной школе не решён ряд задач, которые глубоко разработаны и решены в учебной книге К. Д. Ушинского. Среди таких задач развитие круга элементарных представлений у детей с умственной отсталостью. По мнению автора, эта задача ещё недостаточно решена во вспомогательной школе. В связи с этим, Граборов обращается к «Родному слову» Ушинского, отмечая, что книга направлена на развитие представлений ребёнка, благодаря ей, ребёнок знакомится с предметами, непосредственно окружающими его, осваивает всё их многообразие. Большое значение это имеет для обучения ребёнка чтению. Перед чтением Ушинский рекомендует беседу с детьми, которая знакомит детей с теми предметами и явлениями, про которые они будут читать. Граборов отмечает, что работу во вспомогательной школе по формированию элементарных представлений необходимо строить, основываясь на рекомендациях Ушинского, при этом учитывая специфику обучения умственно отсталых детей, то есть, прежде всего, опираясь на наглядность и на реальные предметы окружающего мира, которые в первую очередь помогут ребёнку понять, о чём идёт речь в читаемом тексте. Автор отмечает ценный методический приём Ушинского, который рекомендует от называния и писания предмета по рядам и видам вести учащихся к работе над фразой с помощью следующего приёма. Необходимо давать ученикам незаконченные фразы и просить их закончить. Особенно ценной такую работу над фразой Граборов считает для вспомогательной школы, поскольку у умственно отсталых детей дефекты речи и мышления тесно связаны, и работа над речью обеспечивает коррекцию мышления. Большое значение автор придаёт упражнениям по развитию речи, представленным в учебной книге Ушинского. По мнению Граборова, во вспомогательной школе недооценивают значения развития речи учащихся. Автор отмечает, что именно Ушинский показал глубокое значение развития речи для общего развития ребёнка. Опираясь на это положение Ушинского, автор отмечает необходимость пересмотра учебных книг по развитию речи и методики обучения русскому языку во вспомогательной школе. Автор отмечает ряд особенно важных положений для вспомогательной школы, выдвинутых Ушинским. Среди этих положений: необходимость формирования речи на основе чётких представлений учащихся; необходимость построения обучения и развития речи на основе наглядности; необходимость системы в обучении. По мнению автора, эти положения важны для вспомогательной школы потому, что наглядность занимает ключевое место во вспомогательной школе, а систематическое обучение особенно необходимо для умственно отсталых детей, поскольку бессистемные отрывочные знания не смогут стать основой для формирования у ребёнка надлежащих представлений и развить их на основе речи. Важными для вспомогательной школы Граборов считает взгляды Ушинского на роль педагога в начальной школе. Он отмечает, что в трудах Ушинского показано, что педагоги начальной школы должны быть особенно педагогически образованны, глубоко разбираться в методах и приёмах обучения, поскольку чем меньше ребёнок, тем больше педагогических знаний требуется от педагога. Опираясь на вышеприведённые взгляды Ушинского, Граборов утверждает, что педагог младших классов вспомогательной школы обязательно должен иметь дефектологическое образование, поскольку специфика преподавания во вспомогательной школе наиболее чувствуется в первые годы обучения. В заключение статьи Граборов делает следующий вывод: «Работая над наследием великого русского педагога К. Д. Ушинского, мы получаем возможность освободить вспомогательную школу от того формализма, который в той или иной мере имеется…» . В результате анализа работы Граборова можно сделать вывод о том, что он отмечал важность дидактических и методических идей Ушинского для построения учебного процесса во вспомогательной школе.

## Труды
- Граборов А. Н. Олигофренопедагогика: Учебное пособие для студентов педагогических институтов и работников вспомогательных школ: В 2 частях: Дис. в форме учебного пособия … д.пед.н./ МГПИ им. В. И. Ленина .- М.,1945.
- Граборов А. Н. Вспомогательная школа: школа для умственно отсталых детей.- М.,1925.
- Граборов А. Н. Очерки по олигофренопедагогике.- М.,1961.
- Граборов А. Н. Основы олигофренопедагогики: Учеб. пособие /Авт.-сост. В. Г. Петрова, Т. В. Шевырева. — М.: Классикс Стиль, 2005.